# Роговский, Франц
Франц Роговский (нем. Franz Rogowski; род. 2 февраля 1986, Фрайбург-им-Брайсгау, Баден-Вюртемберг, Германия) — немецкий актер и танцовщик.

## Биография
Франц Роговский родился 2 февраля 1986 года в Фрайбург-им-Брайсгау (федеральная земля Баден-Вюртемберг, Германия) в семье педиатра и акушерки. Дед Франца по материнской линии — Михаэль Роговский, — бывший президент Федеральной ассоциации немецкой промышленности (нем. Bundesverband der Deutschen Industrie).
До того как получить актерское и танцевальное образование, Франц работал курьером. В 2007 году он начал актерскую карьеру: вначале актер выступал на сцене независимых театров, позднее начал работать как актер и хореограф в разных театрах, среди которых «Театр " Талия» в Гамбурге и «Театр Шаубюне» в Берлине.
В 2011 году Франца Роговского заметил немецкий режиссер и сценарист Якоб Ласс и предложил ему главную роль в своем фильме «Frontalwatte». Два года спустя актер снова снялся в очередном фильме Ласса под названием «Любовь и стейки», где сыграл роль Клеменса, за что был удостоен «Премии за продвижение нового немецкого кино» на Международном кинофестивале в Мюнхене.
В 2015 году Роговский снялся в фильмах «Виктория» режиссера Себастьяна Шиппера и «С нами все в порядке» Генри Штайнметца. Лента «Виктория» была показана на Берлинском международном кинофестивале, где была отмечена сразу несколькими наградами.
В 2018 году Франц Роговский сыграл главные роли в фильмах «Между рядами» и «Транзит». Обе ленты были показаны на 68-м Берлинском МКФ, а сам актер на этом фестивале получил награду «Восходящая звезда».
В 2019 году Роговский сыграл одну из главных мужских ролей в фильме Ангелы Шанелек «Я был дома, но», мировая премьера которого состоялась на 69-м Берлинском международном кинофестивале, где фильм участвовал в основной конкурсной программе в соревновании за «Золотого медведя».

## Избранная фильмография
| Год  |     | Русское название                       | Оригинальное название           | Роль                                              |
| ---- | --- | -------------------------------------- | ------------------------------- | ------------------------------------------------- |
| 2011 | ф   | Frontalwatte                           | Frontalwatte                    | Франц / Franz                                     |
| 2013 | ф   | Любовь и стейки                        | Love Steaks                     | Клеменс Поллозек / Clemens Pollozek               |
| 2014 | с   | Телефон полиции — 110                  | Polizeiruf 110                  | Аниэль Радке / Aniel Radke                        |
| 2015 | ф   | Мы в порядке                           | Uns geht es gut                 | Тубби / Tubbie                                    |
| 2015 | ф   | Виктория                               | Victoria                        | Бо́ксер / Boxer                                    |
| 2015 | тф  | Визит для Эммы                         | Besuch für Emma                 | Арне / Arne                                       |
| 2015 | кор | Кто никогда не ел свой хлеб со слезами | Wer nie sein Brot mit Tränen aß |                                                   |
| 2016 | кор | Симулянт                               | Simulant                        |                                                   |
| 2017 | ф   | Девушка по прозвищу Зверь              | Tiger Girl                      | Мальте / Malte                                    |
| 2017 | тф  | Суперхост                              | The Superhost                   | Чжун 1 / Joon 1                                   |
| 2017 | ф   | Хэппи-энд                              | Happy End                       | Пьер Лоран, сын Анны / Pierre Laurent             |
| 2017 | ф   | Fikkefuchs                             | Fikkefuchs                      | Торбен / Торстен / Сын / Thorben / Thorsten / Son |
| 2017 | ф   | Волки Фигаро                           | Figaros Wölfe                   | Гилберт / Gilbert                                 |
| 2018 | ф   | Люкс - Воин Света                      | Lux – Krieger des Lichts        | Люкс / Торстен Кахель / Lux / Thorsten Kachel     |
| 2018 | ф   | Транзит                                | Transit                         | Георг / Georg                                     |
| 2018 | ф   | Между рядами                           | In den Gängen                   | Кристиан / Kristian                               |
| 2019 | ф   | Я была дома, но…                       | Ich war zuhause, aber…          | Ларс / Lars                                       |
| 2019 | ф   | Тайная жизнь                           | A Hidden Life                   | Вальдлан / Waldland                               |
| 2020 | ф   | Ундина                                 | Undine                          | Кристоф / Kristophe                               |
| 2020 | ф   | Черное молоко                          | Schwarze Milch                  | Франц / Franz                                     |
| 2021 | ф   | Великая свобода                        | Große Freiheit                  | Ханс / Hans                                       |
| 2021 | ф   | Мир Хейко                              | Heikos Welt                     | Френки "Свежий палец" / Fränkie Fresh Finger      |
| 2021 | ф   | Люцифер                                | Luzifer                         | Йоханнес / Johannes                               |
| 2021 | ф   | Отчаянные мстители                     | Freaks Out                      | Франц / Franz                                     |
| 2023 | ф   | Переходы                               | Passages                        | Томас / Thomas                                    |
| 2023 | ф   | Путь ветра                             | The Way of the Wind             |                                                   |
| 2023 | ф   | Disco Boy                              | Disco Boy                       | Алексей / Aleksei                                 |
| 2023 | ф   | Любо                                   | Lubo                            | Любо Мосер / Lubo Moser                           |
| 2024 | ф   | Волшебники!                            | Wizards!                        |                                                   |
|      | ф   | Скалолаз                               | Untitled Cliffhanger film       |                                                   |